# مؤتمر قمة غلاسبورو

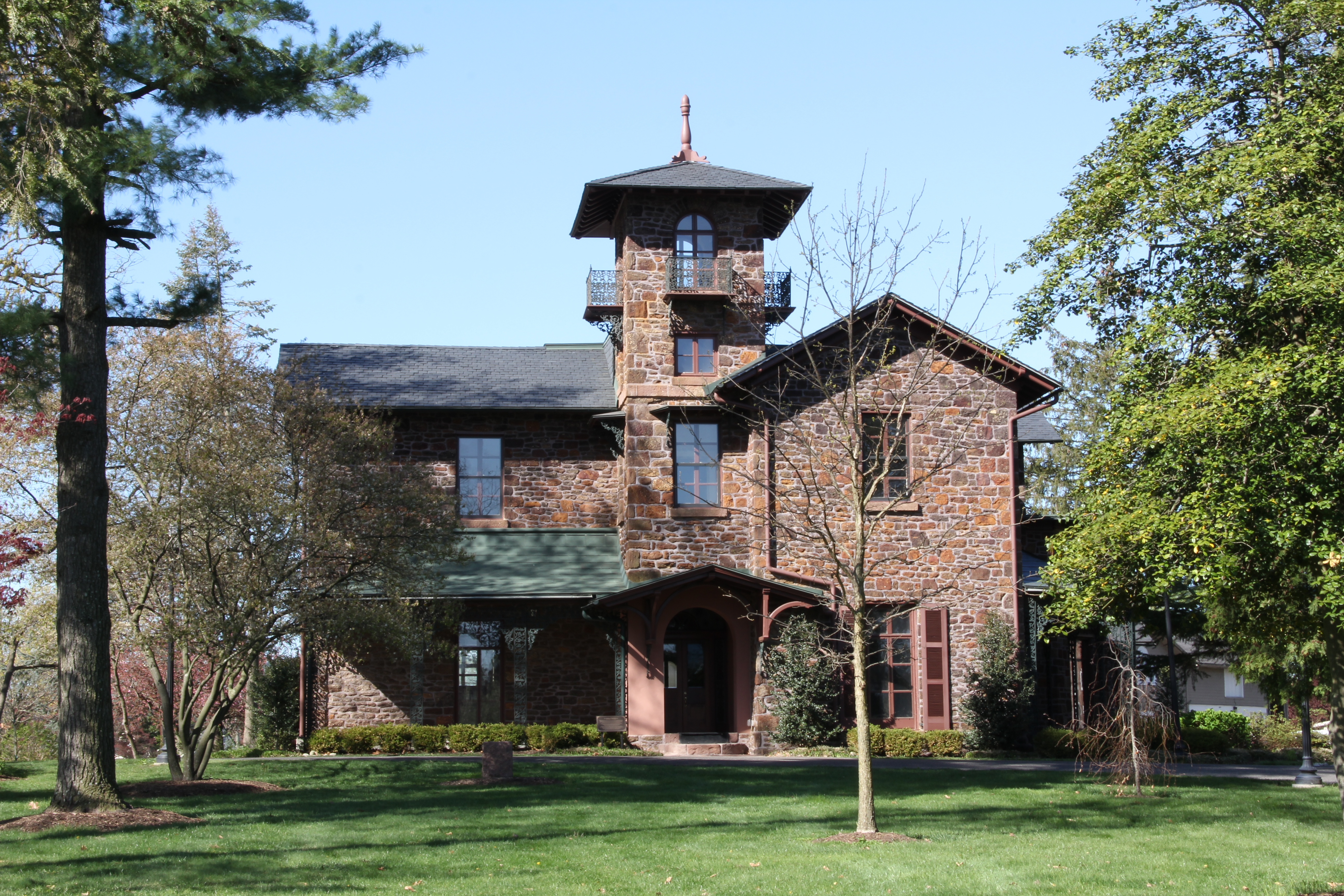
قصر هوليبوش في كلية چلاسبورو ستيت آنذاك، موقع اجتماعات القمة.

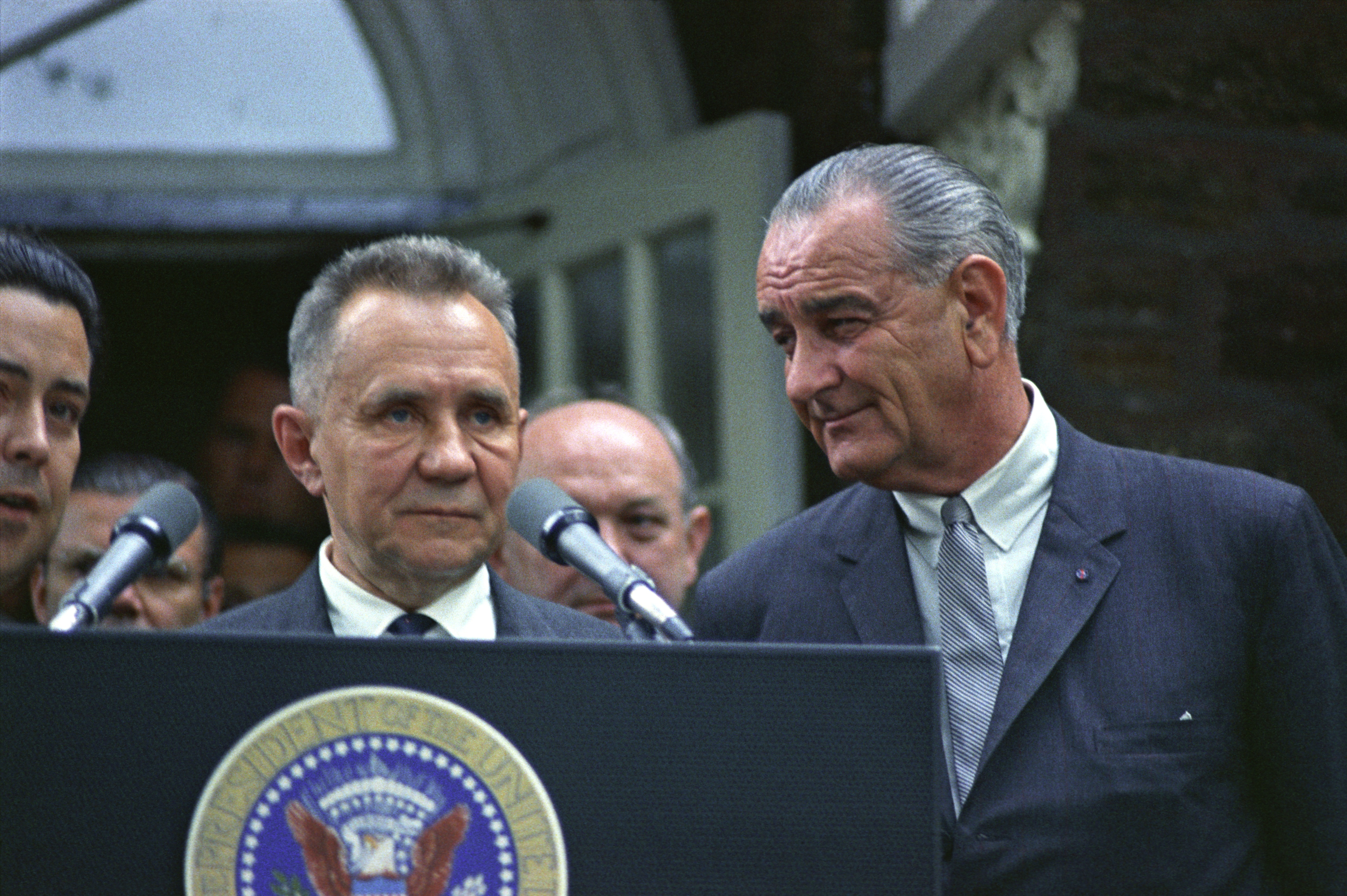
أليكسي كوسيچين مع الرئيس الأمريكي ليندون جونسون في القمة.

مؤتمر قمة چلاسبورو ، ويُسمى عادةً قمة جلاسبورو ، كان اجتماعًا عُقد في الفترة من 23 إلى 25 يونيو 1967م بين رئيسي حكومتي الولايات المتحدة والاتحاد السوفيتي - الرئيس ليندون جونسون ورئيس الوزراء أليكسي كوسيچين على التوالي - بغرض مناقشة العلاقات بين الاتحاد السوفيتي والولايات المتحدة في چلاسبورو، نيو جيرسي . وخلال حرب ١٩٦٧م ، ازداد التواصل والتعاون الدبلوماسي، مما دفع البعض إلى الأمل في تحسن العلاقات بين البلدين. بل وأمل البعض في تعاون مشترك بشأن حرب فيتنام. وعلى الرغم من فشل جونسون وكوسيچين في التوصل إلى اتفاق بشأن أي شيء مهم، إلا أن الأجواء الودية العامة للقمة أُشير إليها باسم «روح چلاسبورو» ويُنظر إليها على أنها قد حسنت العلاقات السوفيتية الأمريكية.